# Sozialdemokratische Arbeiterpartei (Deutschland)
Die Sozialdemokratische Arbeiterpartei (SDAP) war eine von mehreren Vorläuferparteien der Sozialdemokratischen Partei Deutschlands (SPD). Sie wurde am 8. August 1869 auf wesentliche Initiative August Bebels und Wilhelm Liebknechts in Eisenach gegründet und bestand bis zu ihrer Fusion mit dem Allgemeinen Deutschen Arbeiterverein (ADAV) zur Sozialistischen Arbeiterpartei (SAP) auf dem Vereinigungsparteitag in Gotha Ende Mai 1875.

## Gründungsparteitag und Programm von Eisenach

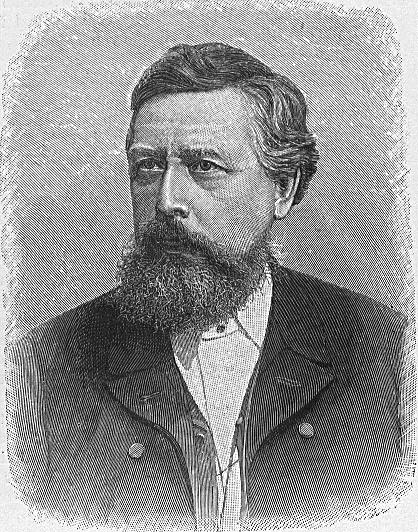
Wilhelm Liebknecht (1826–1900)

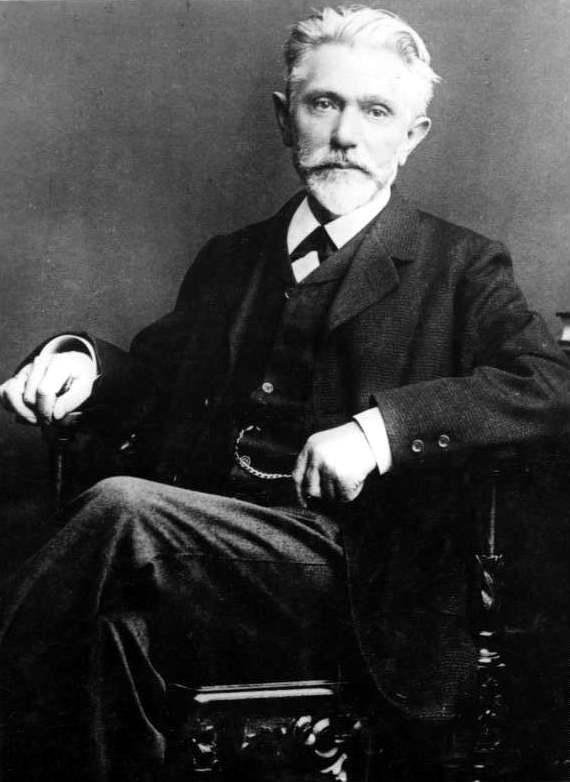
August Bebel (1840–1913)

Die SDAP ging aus der seit 1866 bestehenden Sächsischen Volkspartei, dem Vereinstag Deutscher Arbeitervereine sowie ehemaligen Mitgliedern des ADAV hervor. Auf dem Gründungsparteitag waren 262 Delegierte und weitere 110 Anhänger des amtierenden ADAV-Vorsitzenden Johann Baptist von Schweitzer versammelt. Auf der Tagesordnung standen Diskussionen über Programm und Organisation (Referent August Bebel), das Verhältnis zur Internationalen Arbeiterassoziation (IAA) (vgl. auch Internationale), das Parteiorgan sowie die Gewerkschaftsfrage.
Sie vertrat in ihrem Eisenacher Programm eine am Marxismus ausgerichtete politische Linie. Der Kampf für die Befreiung der arbeitenden Klassen sei nicht als Kampf für Klassenprivilegien und Vorrechte zu verstehen, sondern es gehe um gleiche Rechte und Pflichten und für die Abschaffung der Klassenherrschaft. Die sozialdemokratische Arbeiterpartei erstrebte daher, unter Abschaffung der bestehenden Produktionsweise, den vollen Arbeitsertrag für jeden Arbeiter und den Freien Volksstaat. Die neue Partei verstand sich ausdrücklich als Zweig der IAA. Außerdem forderte das Eisenacher Programm das gleiche, direkte und geheime Wahlrecht, sowie die Gewährung ausreichender Diäten, eine direkte Gesetzgebung durch das Volk, die Einführung einer Miliz an Stelle des stehenden Heeres, die Trennung von Kirche und Staat, die Abschaffung aller indirekten Steuern, die Koalitions-, Vereins- und Preßfreiheit, einen Nominalarbeitstag, Einschränkung der Frauenarbeit sowie Verbot der Kinderarbeit, des Weiteren die staatliche Förderung des Genossenschaftswesens. Tagespolitisch wandte sich die Partei unter anderem gegen die monarchistischen von Preußen dominierten Tendenzen im Norddeutschen Bund, dem Vorläufer des 1871 gegründeten Deutschen Kaiserreichs. Zwischen dem ADAV und der SDAP gab es sicherlich auch in Detailfragen ideologische Unterschiede, besonders aber die nationale Frage hat die Konkurrenzsituation beider Parteien bestimmt. War die SDAP großdeutsch und antipreußisch, bekannte sich der ADAV zur kleindeutschen Lösung unter Führung Preußens.
Die Führung der Partei wurde durch einen fünfköpfigen Ausschuss gebildet. Dieser setzte sich aus Mitgliedern aus dem „Vorort“ (Sitz Braunschweig) zusammen. Hinzu kam ein Kontrollausschuss mit Sitz in Hamburg. Der Ausschuss (unter seinen Mitgliedern auch Wilhelm Bracke) wurde vom einmal im Jahr tagenden Parteikongress kontrolliert, der auch über den jeweiligen Vorort zu bestimmen hatte. Die Organisation selbst beruhte auf dem Vertrauensmännersystem.
Das publizistische Parteiorgan der SDAP war die vom Vereinstag der Arbeitervereine übernommene Zeitung Demokratisches Wochenblatt. Ab Oktober 1869 erschien es dreimal wöchentlich unter dem Titel Der Volksstaat.
Der Partei eng verbunden waren die 1868 gegründeten Internationalen Gewerksgenossenschaften. Diese standen in Konkurrenz zum Allgemeiner Deutscher Arbeiterschaftsverband im Umfeld des ADAV.

## Entwicklung und Positionen

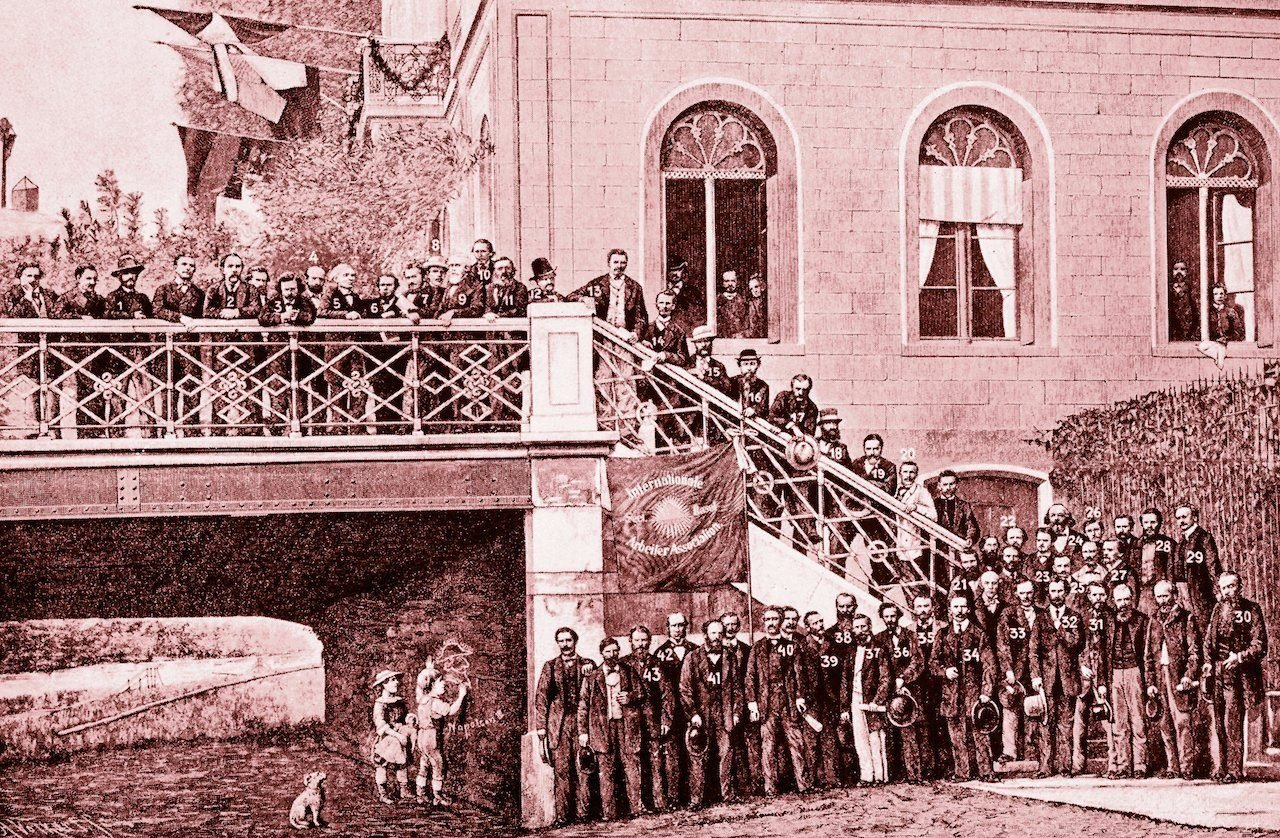
Die Delegierten des Basler Kongresses der Internationalen Arbeiterassoziation (IAA) im September 1869, unter ihnen auch Liebknecht und Spier als Vertreter der SDAP. Nach der Gründung hatte sich die SDAP zur deutschen Sektion der IAA erklärt.

Sogenanntes Kettenbild von Ende 1870 mit Porträts sozialistischer Gegner des Deutsch-Französischen Krieges und Protagonisten der frühen SDAP. Von oben im Uhrzeigersinn: Karl Marx, Johann Jacoby, Wilhelm Liebknecht, Samuel Spier, Wilhelm Bracke, August Bebel

Der erste ordentliche Kongress der neuen Partei fand 1870 in Stuttgart statt. Vertreten waren 66 Delegierte, die etwa 11.000 Mitglieder vertraten. Diskutiert wurde über die Gewerkschafts- und Genossenschaftsbewegung, die politische Stellung der Partei sowie die Grund- und Bodenfrage. Eine zentrale Frage bildete die Debatte über die Teilnahme an den Reichstagswahlen. Das Parlament sollte dabei grundsätzlich als Tribüne zur Darlegung des Klassenstandpunkts genutzt werden. Während des Kongresses traten die bayerischen Mitglieder des ADAV der Partei bei.
Die klare Trennung der sozialdemokratischen Arbeiterbewegung von der bürgerlichen demokratischen und republikanischen Bewegung war innerhalb der neuen Partei keineswegs unumstritten. Die Debatte veranlasste August Bebel 1869 zum Schreiben der Programmschrift Unsere Ziele. Er machte deutlich, dass die Partei unter dem Begriff Arbeiterklasse keineswegs nur die Industriearbeiter, sondern auch Handwerker, Kleinbauern, geistige Arbeiter, Schriftsteller, Volksschullehrer und kleine Beamte verstehe. Über den konkreten Weg (Revolution oder Reform) zur Erreichung der politischen Ziele äußerte sich Bebel darin auch mit Blick auf die Behörden nur zurückhaltend. Auch Spekulationen über die neue Gesellschaftsordnung hielt er für wenig hilfreich, zumal „weil sich aus der Kritik des Bestehenden die Forderungen des Zukünftigen in großen Zügen ganz von selbst ergibt“ und durch solche gedanklichen Systeme „Meinungsdifferenzen hervorgerufen werden, die im Augenblick, wo es gilt praktisch einzugreifen, ganz von selbst beigelegt werden, weil eben dann die momentanen Verhältnisse den naturgemäßen Weg beschreiben.“

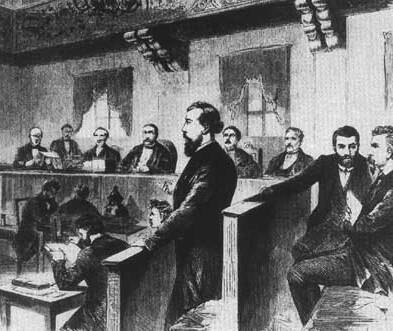
Wilhelm Liebknecht (in der Mitte im Zeugenstand stehend), August Bebel (1. v. r.) und Adolf Hepner (2. v. r.) als Angeklagte beim Leipziger Hochverratsprozess

Der Deutsch-Französische Krieg von 1870/71 führte innerhalb der SDAP zu einer ersten Krise. Die Abgeordneten August Bebel und Wilhelm Liebknecht (gewählt noch als Kandidaten der Sächsischen Volkspartei) enthielten sich im Norddeutschen Reichstag bei der Frage der Kriegskredite der Stimme, während die Abgeordneten des ADAV und Friedrich Wilhelm Fritzsche dagegen stimmten. Dies führte zum Widerspruch des Braunschweiger Parteiausschusses, der sich für die Kredite aussprach, da er Deutschland als unschuldig am Ausbruch des Krieges betrachtete. Karl Marx wurde aufgefordert, zwischen den beiden Auffassungen zu vermitteln. In diesem Zusammenhang forderte Marx die Partei auf, sich gegen die geplante Annexion von Elsaß-Lothringen zu wenden, da dies weitere Kriege mit Frankreich und Russland zur Folge hätte. Dem schloss sich der Braunschweiger Ausschuss nach dem Sieg in der Schlacht bei Sedan ausdrücklich an und forderte im Braunschweiger Manifest einen sofortigen ehrenvollen Frieden mit Frankreich. Daraufhin wurden die Mitglieder des Ausschusses verhaftet und in eine Festung an der russisch-deutschen Grenze gebracht. Auch Johann Jacoby wurde auf Grund ähnlicher Äußerungen inhaftiert. In der Reichstagssitzung vom 28. November 1870 stimmten nunmehr alle sozialdemokratischen Abgeordneten gegen weitere Kriegskredite, da mit der Gefangennahme Napoleons III. die ursprünglichen Kriegsziele erreicht worden seien. Eine Folge war, dass unter anderem Bebel und Liebknecht verhaftet, wegen Hochverrats angeklagt und bis Ende März 1871 in Untersuchungshaft gehalten wurden. Der Prozess vor dem Leipziger Schwurgericht fand allerdings erst 1872 statt. Er endete mit der Verurteilung Liebknechts und Bebels zu mehreren Monaten Festungshaft und der Aberkennung von Bebels Reichstagsmandat. In der damit notwendig gewordenen Nachwahl konnte Bebel den Parlamentssitz allerdings wieder zurückgewinnen.
Bei den ersten Reichstagswahlen im Deutschen Kaiserreich konnten am 3. März 1871 nur Reinhold Schraps und August Bebel ihre Mandate verteidigen. Dabei entfielen auf die SDAP insgesamt nur 40.000 Stimmen, von diesen kamen über 30.000 aus Sachsen. Im Reichstag verteidigte Bebel am 25. Mai 1871 die Pariser Kommune mit dem Ausspruch, dass das europäische Proletariat hoffnungsvoll nach Paris sehe. Diese Äußerungen verstärkten gerade auch beim Reichskanzler Otto von Bismarck das Misstrauen gegenüber der SDAP.
Auf dem Kongress der SDAP in Dresden im August 1871 waren 56 Delegierte aus 81 Orten anwesend, die etwa 6.250 Parteimitglieder vertraten. Beschlossen wurde die Verlegung des Parteiausschuss-Sitzes nach Hamburg und die der Kontrollkommission nach Berlin.
Der vierte Kongress fand 1872 statt. Während Friedrich Engels im Vorfeld lassalleanische Tendenzen kritisiert hatte, nahm der Kongress eine versöhnliche Haltung gegenüber dem ADAV ein, da dieser der einzige Bundesgenosse der SDAP sei. Der Sitz der Kontrollkommission wurde Breslau, der Ausschuss blieb in Hamburg. Auf Grund der ablehnenden Haltung des ADAV zur gemeinsamen Aufstellung von Reichstagskandidaten sprach sich der nächste Kongress von 1873 aber wieder gegen Einigungsverhandlungen aus. Außerdem bekräftigte er, dass die Reichstagswahlen vor allem als Agitationsmittel und als Prüfstein der eigenen Prinzipien dienen sollten. Die Organisation hatte nunmehr etwa 9.200 Mitglieder in 130 Orten.
Während des Reichstagswahlkampf von 1874 erklärte die Zeitung des ADAV – Der Neue Social-Demokrat –, seine Polemiken gegen die Konkurrenzpartei einzustellen. Außerdem beschloss der Vorstand, bei Stichwahlen die Kandidaten der SDAP zu wählen. Beide Parteien zusammen kamen auf 6,8 % der Stimmen und gewannen 9 Mandate. Davon entfielen 6 auf die SDAP und 3 auf den ADAV.
Seit 1874 verstärkten sich die gegen beide Arbeiterparteien gerichteten Maßnahmen der Obrigkeit. Versammlungen wurden verboten, der Reichstagsabgeordnete Johann Most zu einer Gefängnisstrafe verurteilt und in München die SDAP verboten, da – so die Begründung – durch sie die religiösen und gesellschaftlichen Grundlagen des Staates bedroht seien.

## Vereinigung mit dem ADAV
Nicht zuletzt die antisozialistischen Maßnahmen der Regierungen verstärkten die Einigungsbestrebungen der beiden Parteien. Der SDAP-Kongress in Coburg von 1874 zeigte sich trotz neuer Konflikte mit dem ADAV einer „Vereinigung nicht abgeneigt.“ Dazu diente auch ein Treffen von Karl Marx mit Wilhelm Liebknecht, Wilhelm Blos und anderen im September 1874 in Leipzig. Im Oktober begannen die konkreten Verhandlungen. Im Januar 1875 sprach sich auch der ADAV-Vorsitzende Wilhelm Hasenclever grundsätzlich für eine Vereinigung aus, verlangte aber auch, dass die Positionen von Ferdinand Lassalle in einem gemeinsamen Parteiprogramm enthalten sein müssten. Auch plädierte er für eine zentralistische Organisation.
Mitte Februar 1875 arbeiteten 16 Mitglieder beider Parteien in Gotha ein Programm- und Organisationsstatut aus. Einige Zeit später riefen die Vorstände beider Parteien zu einem Vereinigungsparteitag im Mai auf. Gleichzeitig erreichten die antisozialistischen Maßnahmen einen neuen Höhepunkt. Der Berliner Staatsanwalt von Tessendorff forderte: „Zerstören wir die sozialistische Organisation, und es existiert keine sozialistische Partei mehr.“ In der Folge wurden die beiden Parteien in Preußen und einem Großteil der übrigen Bundesstaaten verboten.
Auf dem Gothaer Parteitag im Jahr 1875 vereinigte sich die Sozialdemokratische Arbeiterpartei mit dem Allgemeinen Deutschen Arbeiterverein unter dessen letztem Präsidenten Wilhelm Hasenclever zur Sozialistischen Arbeiterpartei Deutschlands (SAP), die sich im Jahre 1890, nach der Aufhebung der von 1878 bis 1890 geltenden repressiven Sozialistengesetze, schließlich in SPD umbenannte.

## Vorsitzende
| Name                                                                                                   | Amtszeit                                  | Anmerkungen                               |
| Sozialdemokratische Arbeiterpartei (SDAP)                                                              | Sozialdemokratische Arbeiterpartei (SDAP) | Sozialdemokratische Arbeiterpartei (SDAP) |
| --- | ----------------------------------------- | ----------------------------------------- |
| August Bebel Leonhard von Bonhorst Wilhelm Bracke Johann Heinrich Ehlers Friedrich Neidel Samuel Spier | 1869–1870                                 |                                           |
| Karl Kühn Samuel Spier                                                                                 | 1870–1871                                 |                                           |
| G. A. Müller Theodor Külbel                                                                            | 1871–1872                                 |                                           |
| Eduard Prey Friedrich Lenz                                                                             | 1872–1873                                 |                                           |
| Rudolf Praast Theodor Külbel                                                                           | 1873–1874                                 |                                           |
| Paul Martienssen Ferdinand Fischer                                                                     | 1874–1875                                 |                                           |